# جزيرة صير بني ياس
صير بني ياس جزيرة طبيعية وتعدّ من أكبر الجزر في الإمارات العربية المتحدة ، تقع على بعد 250 كيلومتراً جنوب غرب أبوظبي ، كما أنها تقع على بعد 9 كم من جبل الظنة، وتمتد محمية الحياة البرية على مساحة 1400 هكتار، وتعدّ نقطة عبور إلى جزر أخرى مثل جزيرة دلما.
تقع صير بني ياس قبالة شاطئ المنطقة الغربية من أبو ظبي، وكانت في الأصل موطنا لأكبر محمية للحياة البرية في الجزيرة العربية. تمتد المحمية على مساحة 87 كم مربع (34 ميل مربع)، وتأسست في عام 1977 من قبل الشيخ زايد بن سلطان آل نهيان.ويعود أصل اسم جزيرة صير بني ياس إلى قبيلة بني ياس الشهيرة التي كانت أول من استوطن إمارة أبوظبي،

## تاريخ
ورد أقدم ذكر لجزيرة صير بني ياس في وثائق تاجر المجوهرات الرحال «غازبارو بالبي» من مدينة البندقية عام 1590 للميلاد، ووصفها بأنها جزيرة يصيد الغواصون اللؤلؤ في جوارها، ثم ذكرت في سجلات ضباط البحرية البريطانية الذين مسحوا مياه الخليج العربي الأدنى في العقدين الثاني والثالث من القرن الـ19. استوطنت قبيلة بني ياس الجزيرة واستخدموها منطلقاً لرحلاتهم في البحر، ومرفأ لسفنهم ومكاناً وفيراً لصيد السمك واللؤلؤ.

## المساحة
يبلغ طول جزيرة صير بني ياس 17.5 كم من الشمال إلى الجنوب و 9 كم من الشرق إلى الغرب مما يجعلها أكبر جزيرة طبيعية في الإمارات العربية المتحدة.

## الحياة البرية

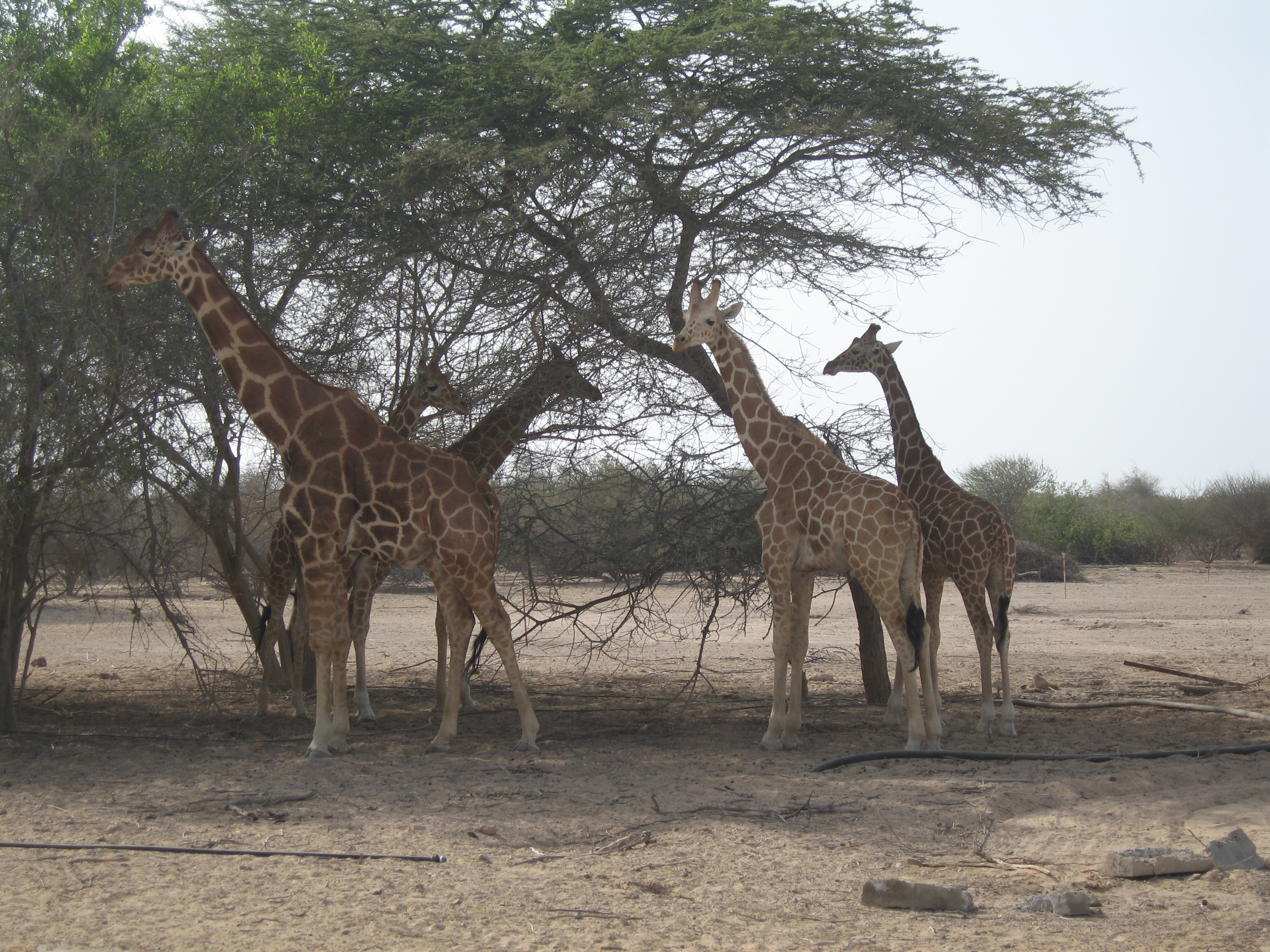
زرافات - جزيرة صير بني ياس

تعدّ الجزيرة اليوم موطنا للآلاف من الحيوانات التي تتجول بحرية كبيرة مـثـل (المها العربي، غزلان الريم، وغزلان الأدمي، الزرافات، الوشق، والفهود) و مؤخراً (الفهد الصياد) وعدة ملايين من الأشجار والنباتات، كما أنها ملاذ للطيور مثل: (النعام، الدجاج الحبشي، الطيور البحرية) فضلا عن كونها محمية للحياة البرية فإنه يستعرض فيها أنشطة مثل رحلات السفاري والمغامرة، والتجديف، وركوب الدراجات الجبلية، والرماية، والمشي، والغطس، والركلة.

## آثار
في عام 1992 وخلال أعمال تنقيب تم اكتشاف دير مسيحي ليكون الوحيد في الإمارات، ويعتقد بأنه بُنيَ حوالي سنة 600 للميلاد.  تحتوي المحمية على مواقع أثرية عديدة، والتي تعود إلى العصر البرونزي، والتي يصل عددها إلى أكثر من 36 موقعاً. كما عثر فيها على العديد من الأدوات المصنوعة من حجر الصوان والتي يعود تاريخها إلى (4000-8000) عام قبل الميلاد. وتحتوي الجزيرة أيضاً على العديد من التكوينات الجيولوجية الجميلة كالقباب الملحية في المنطقة الوسطى من الجزيرة.

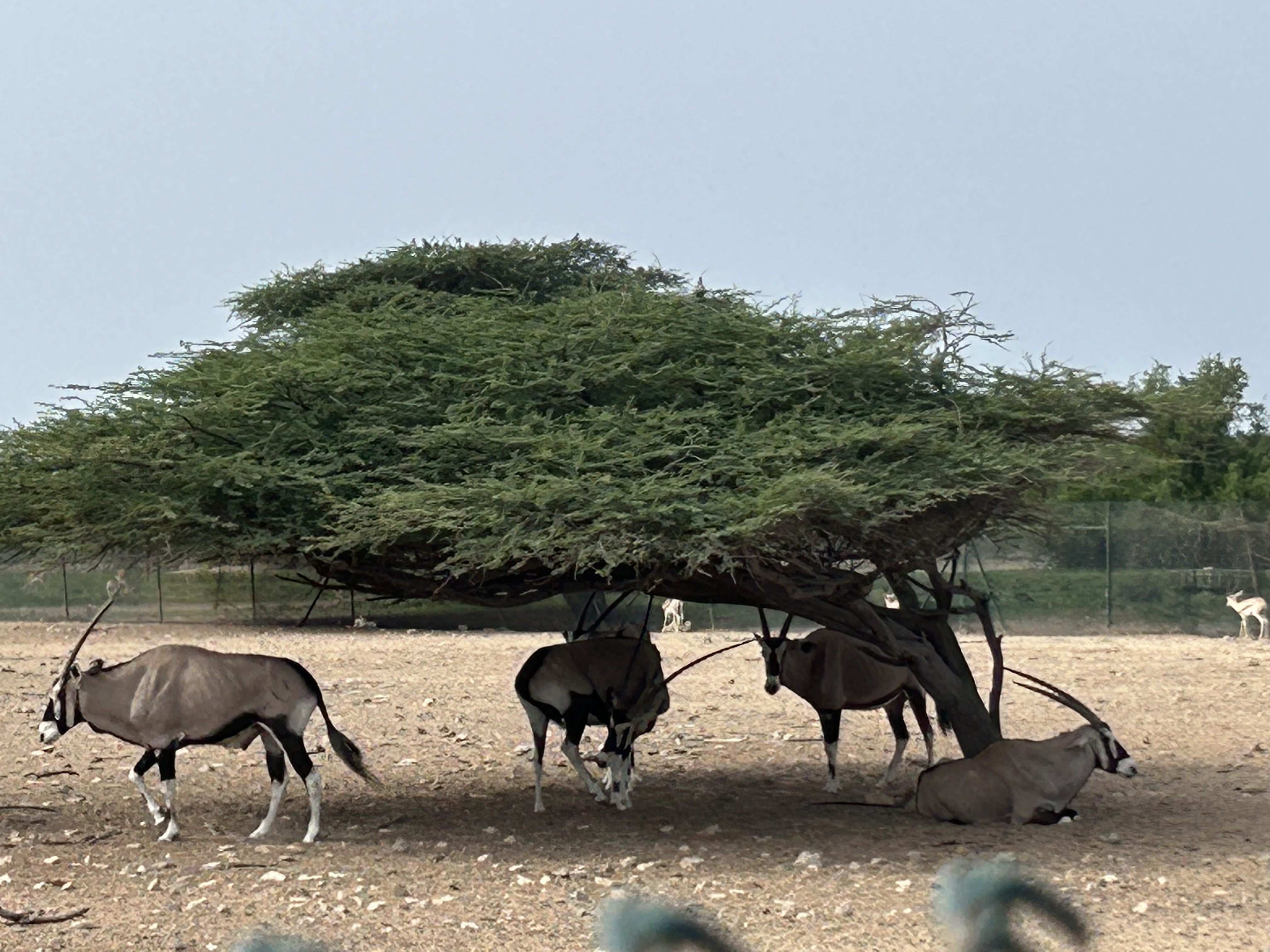
جزيرة صير بني ياس

## الاستدامة
تضم الجزيرة توربين هواء لتوليد الطاقة الكهربائية بقدرة 45 ميغاواط ومحطة طاقة شمسية بقدرة 14 ميغاواط عند الذروة. كما تتطلع لتلبية إحتياجاتها من الطاقة في المستقبل بالإعتماد على الطاقة النظيفة، حيث تقوم الجزيرة بتطبيق المعايير الدولية في مجالات المياه والطاقة وإدارة المخلفات والبيئة وإعادة التدوير. وقد تم الإتفاق مع شركة مصدر لبناء محطة للطاقة البديلة وذلك لتشغيل محطة تحلية المياه فيما بعد من أجل الاستفادة منها في مجال الزراعة وإطعام الحيوانات المتواجدة في الجزيرة.وقد أطلقت الدار العقارية ، بالشراكة مع «دايموند ديفيلوبرز»، مشروع «المدينة المستدامة - جزيرة ياس»، وهي مجتمع مستدام يوفر أسلوب حياة جديداً يعتمد أحدث ابتكارات التكنولوجيا المستدامة

## المرافق
من أبرز مرافق الجزيرة:
- مطار جزيرة صير بني ياس

- منتجع فلل اليم أنانتارا
- منتجع وسبا جزر الصحراء أنانتارا
- فلل أنانتارا الساحل

## الجوائز
فازت جزيرة صير بني ياس، بجائزة «أفضل وجهة للسياحة المستدامة في العالم» خلال حفل توزيع «جوائز السفر العالمية 2014».

## معرض الصور

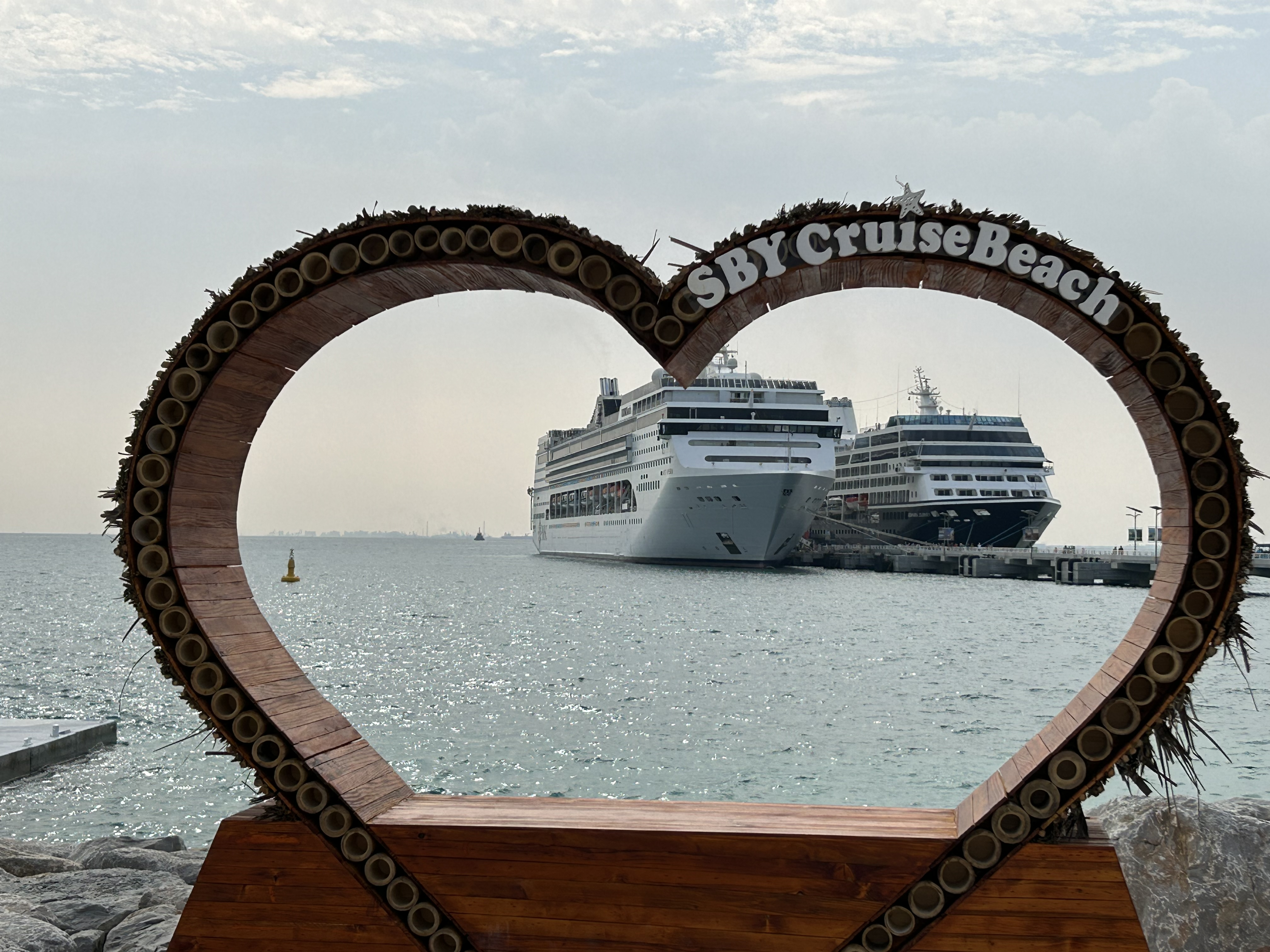
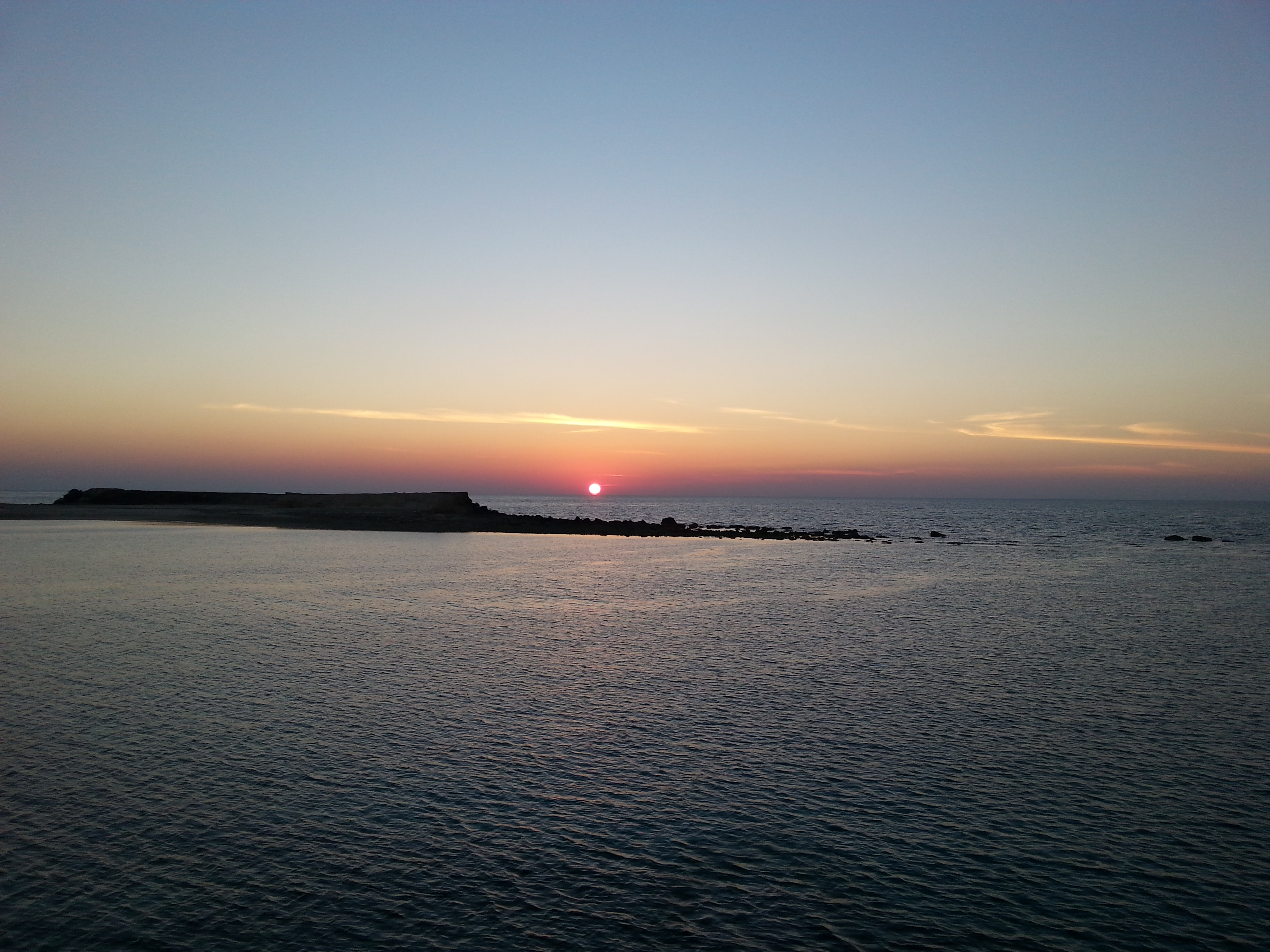
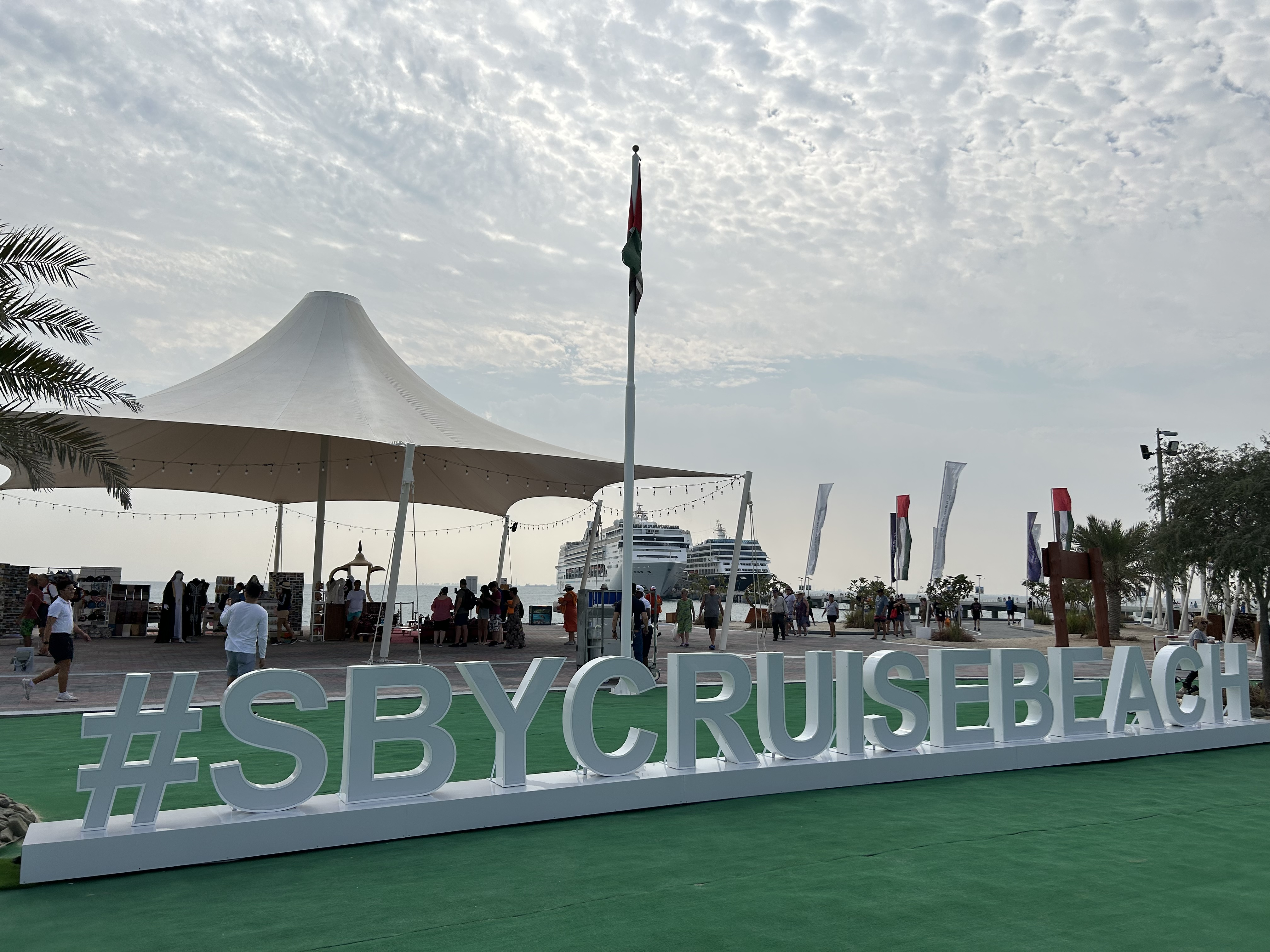
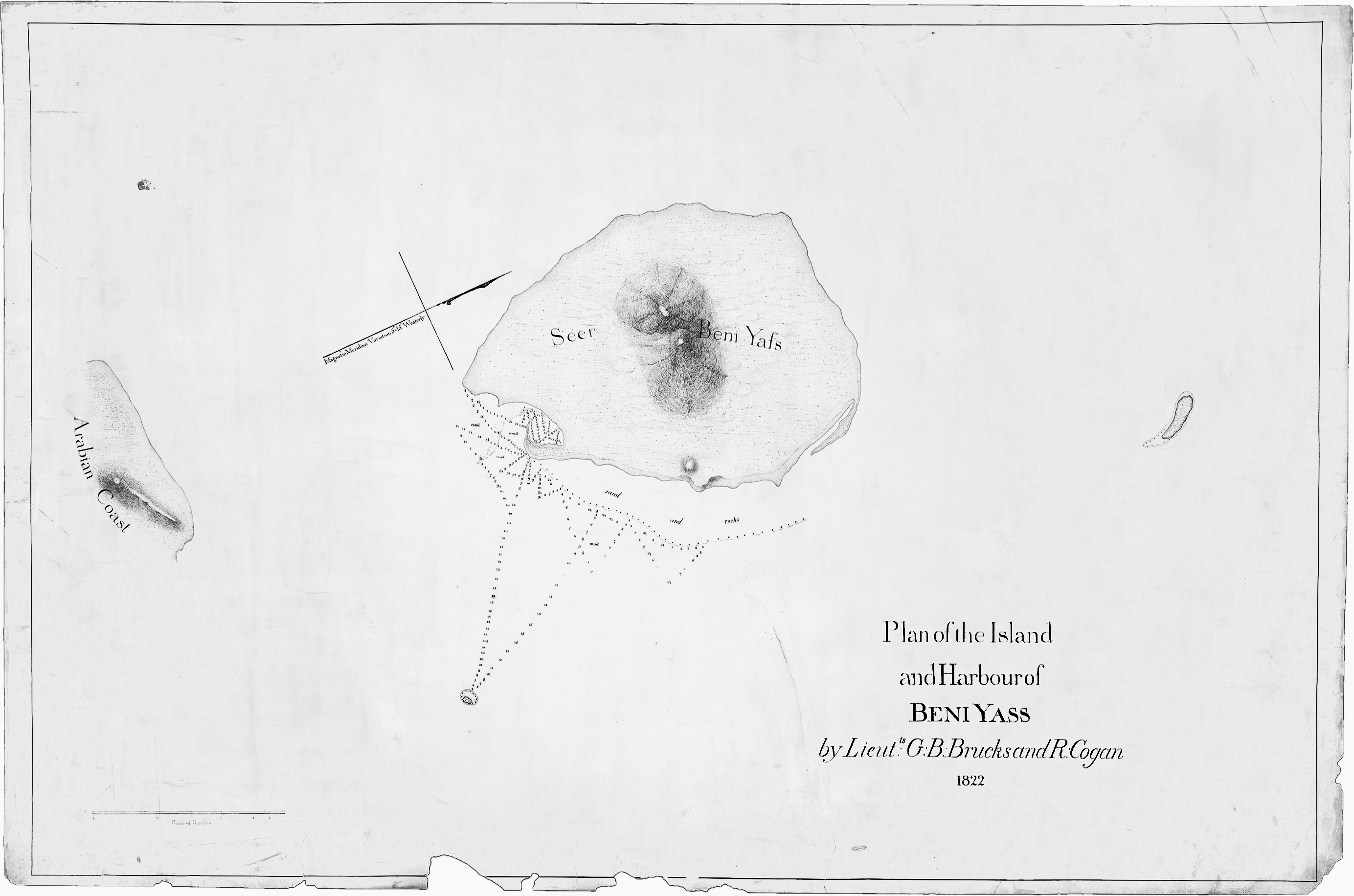
خريطة جزيرة بني ياس
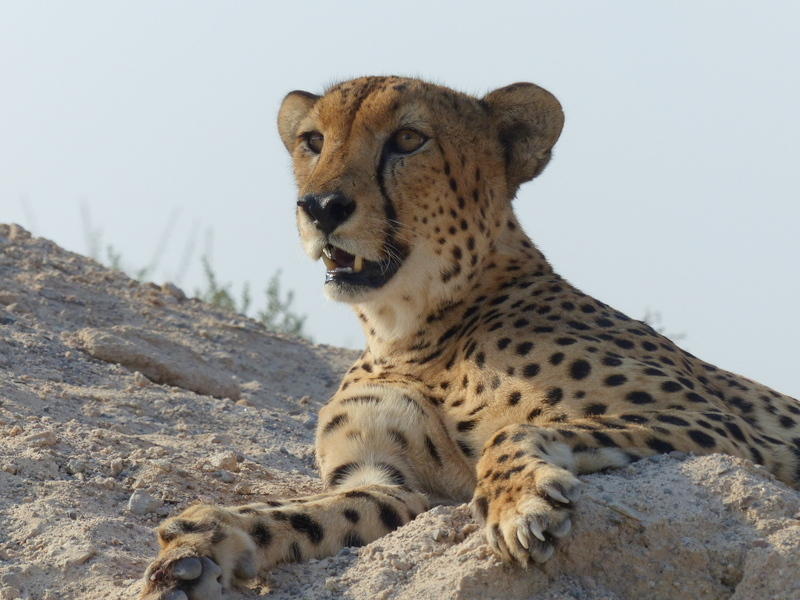

## وصلات خارجية
المحمية الطبيعية في صير بني ياس